# Léon Carez
Léon Louis Hippolyte Carez, né le 13 novembre 1854 dans l'ancien 2e arrondissement de Paris et mort le 28 janvier 1932 à Nainville-les-Roches, est un géologue et cartographe français, spécialiste des Pyrénées.

## Biographie
Léon Carez est le fils de Jean Joseph Alfred Carez et Augustine Anne Onfroy.
Notaire, licencié en droit, élève d’Edmond Hébert, ses premières publications portent sur la géologie du bassin parisien, en 1876.
Hébert et Munier-Chalmas, attire son attention sur la géologie du versant méridional des Pyrénées; il consacre trois voyages à l'exploration du terrain tertiaire de cette région, exploration dans laquelle il parcourt plus de 4 000 km à pied. En 1881, il soutient une thèse de doctorat ès sciences, à la faculté des sciences de Paris, intitulée « Etude des terrains crétacés et tertiaires du nord de l’Espagne » qui couvre le versant sud des Pyrénées, de Barcelone à Bilbao et ses observations sont résumées sur une « carte géologique provisoire ».
De 1882 à 1889, il se consacre à l’étude des terrains secondaires de la basse vallée du Rhône.
Dès 1882, Léon Carez s'intéresse au Pech de Bugarach. Il est le premier géologue pyrénéen à présenter la structure réelle du Pech de Bugarach en 1889, dans une série de trois articles intitulés : « Sur l'existence de phénomènes de recouvrement dans les Pyrénées de l'Aude ». Il démontre que la position de cette montagne est due à un anticlinal.
De 1887 à 1897, il assure la direction de l'Annuaire géologique universel et transforme cette revue en une vitrine des différentes branches de la géologie de la fin du XIXe siècle.
Il s’associe à Gaston Vasseur et entreprend la publication d’une carte géologique de la France au 1/500 000e, allant jusqu’à dessiner personnellement 31 des 42 cartes qui la constituent ; enfin il assure, sans l’aide d’aucune subvention, sa réalisation. Cette carte parait en 1889.
Dès 1889, il collabore activement au service de la carte géologique de France fondé en 1868 par Napoléon III. Il se consacre à l'exploration des Pyrénées, d'abord dans la région orientale, Aude, Ariège, Haute-Garonne, puis plus à l'ouest jusqu'à Biarritz. On lui doit les tracés géologiques des terrains secondaires pour les feuilles de Mauléon et de Tarbes.
Son œuvre la plus importante, élaborée de 1903 à 1909, est  l’ouvrage sur la « Géologie des Pyrénées françaises » composée de 6 volumes. On y trouve, d’une part, l’état des connaissances sur la chaîne, d’autre part, des études détaillées sur sa structure. Léon Carez s’y montre opposé à la théorie des nappes développée par Léon Bertrand sur le versant septentrional des Pyrénées.
Léon Carez, est maire de Nainville-les-Roches de 1888 jusqu'à sa mort. Il est administrateur de la Compagnie parisienne de gaz, au moment de sa liquidation en 1905.

## Vie privée

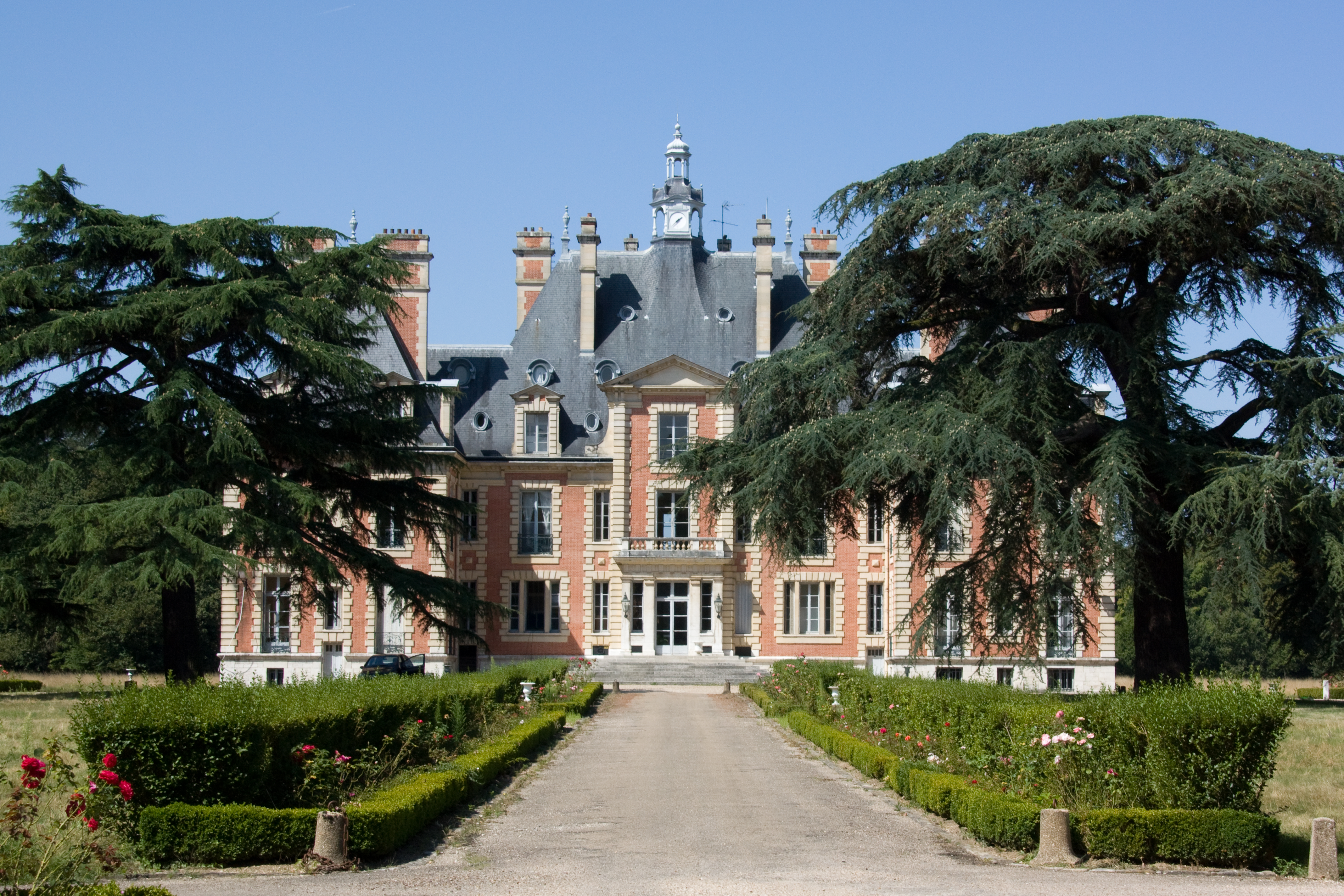
Le château de Nainville-les-Roches

Léon Carez est marié avec Blanche-Marie Margueritte et eurent une fille Hélène (1885-†1918),. Ils vivent  une vie mondaine dans leur hôtel  de la rue Hamelin;  Il hérite du château de Nainville-les-Roches en 1922.

## Œuvres et publications
- Etude des Terrains crétacés et tertiaires du nord de l’Espagne, thèse, faculté des sciences de Paris, 1881, (OCLC 600805712).
- La géologie des Pyrénées françaises, vol. 1, Imprimerie nationale, 1903 (lire en ligne).
- La géologie des Pyrénées françaises, vol. 2, Imprimerie nationale, 1904 (lire en ligne).
- La géologie des Pyrénées françaises, vol. 3, Imprimerie nationale, 1905 (lire en ligne).
- La géologie des Pyrénées françaises, vol. 4, Imprimerie nationale, 1906 (lire en ligne).
- La géologie des Pyrénées françaises, vol. 5, Imprimerie nationale, 1908 (lire en ligne)
- La géologie des Pyrénées françaises, vol. 6, Imprimerie nationale, 1909 (lire en ligne).
- « Résumé de la géologie des Pyrénées françaises », Mémoires de la Société Géologique de France, t. 2, no 7,‎ 1912 (lire en ligne, consulté le 10 octobre 2020).

## Distinctions et reconnaissance

### Décorations françaises
- Chevalier de la Légion d'honneur en 1909[11].
- Officier de l'Instruction publique en 1884[12].

### Prix
- Prix Delesse décerné par l'Académie des sciences, récompensant un travail de géologie ou de minéralogie, en 1931[2].

## Sociétés savantes et autres organismes
- Société géologique de France, secrétaire en 1884, trésorier, vice-président et président en 1901.
- Société de géographie, membre en 1883[13]
- Société d'études scientifiques de l'Aude.
- Congrès international de géologie de 1900, trésorier[14].